# Amber Glenn
Pour les articles homonymes, voir Glenn.
 (février 2024).
La mise en forme du texte ne suit pas les recommandations de Wikipédia : il faut le « wikifier ».
Les points d'amélioration suivants sont les cas les plus fréquents. Le détail des points à revoir est peut-être précisé sur la page de discussion.
- Les titres sont pré-formatés par le logiciel. Ils ne sont ni en capitales, ni en gras.
- Le texte ne doit pas être écrit en capitales (les noms de famille non plus), ni en gras, ni en italique, ni en « petit »…
- Le gras n'est utilisé que pour surligner le titre de l'article dans l'introduction, une seule fois.
- L'italique est rarement utilisé : mots en langue étrangère, titres d'œuvres, noms de bateaux, etc.
- Les citations ne sont pas en italique mais en corps de texte normal. Elles sont entourées par des guillemets français : « et ».
- Les listes à puces sont à éviter, des paragraphes rédigés étant largement préférés. Les tableaux sont à réserver à la présentation de données structurées (résultats, etc.).
- Les appels de note de bas de page (petits chiffres en exposant, introduits par l'outil «  Source ») sont à placer entre la fin de phrase et le point final[comme ça].
- Les liens internes (vers d'autres articles de Wikipédia) sont à choisir avec parcimonie. Créez des liens vers des articles approfondissant le sujet. Les termes génériques sans rapport avec le sujet sont à éviter, ainsi que les répétitions de liens vers un même terme.
- Les liens externes sont à placer uniquement dans une section « Liens externes », à la fin de l'article. Ces liens sont à choisir avec parcimonie suivant les règles définies. Si un lien sert de source à l'article, son insertion dans le texte est à faire par les notes de bas de page.
- La présentation des références doit suivre les conventions bibliographiques. Il est recommandé d'utiliser les modèles {{Ouvrage}}, {{Chapitre}}, {{Article}}, {{Lien web}} et/ou {{Bibliographie}}. Le mode d'édition visuel peut mettre en forme automatiquement les références.
- Insérer une infobox (cadre d'informations à droite) n'est pas obligatoire pour parachever la mise en page.

Pour une aide détaillée, merci de consulter Aide:Wikification.
Si vous pensez que ces points ont été résolus, vous pouvez retirer ce bandeau et améliorer la mise en forme d'un autre article.
Amber Elaine Glenn, née le 28 octobre 1999 à Plano (Texas), est une patineuse artistique américaine. Elle est championne nationale des États-Unis en 2024, deux fois médaillée de bronze au Grand Prix ISU et trois fois médaillée ISU Challenger Series. Elle a terminé parmi les dix premières à deux championnats de l'ISU.
Au début de sa carrière, elle a remporté des médailles de bronze lors de deux épreuves du Grand Prix junior ISU (JGP République tchèque 2013, JGP France 2014) et a été championne junior des États-Unis en 2014.
Amber Glenn est la sixième Américaine à décrocher un triple Axel sans faute en compétition internationale,,,.

## Vie privée
Amber Glenn est née le 28 octobre 1999 à Plano, au Texas. Son père, Richard Glenn, travaille comme policier et sa mère Cathlene Glenn comme coach sportif fitness.
Amber Glenn, qui s'identifie à la fois comme bisexuelle et pansexuelle, est la seule patineuse artistique féminine ouvertement LGBTQIA+ de l'équipe américaine en décembre 2019,.
En novembre 2020, elle a révélé qu'elle avait travaillé avec l'équipe créative du film Yuri on Ice pendant la production en août 2017 dont elle suivait les épisodes de la série japonaise sur le patinage artistique.

## Carrière
Amber Glenn a commencé à apprendre le patin en 2004 à l'âge de 6 ans.
Elle a remporté une médaille de bronze au Grand Prix Junior (JGP) 2013 en République tchèque et est devenue championne nationale junior aux Championnats des États-Unis 2014,.
Classée cinquième au programme court et huitième au patinage libre, elle a terminé septième aux Championnats du monde juniors 2014 à Sofia, en Bulgarie. Elle s'est entraînée à McKinney et à Stonebriar Ice à Frisco au Texas jusqu'à la fermeture de la patinoire en 2014.

### Saison 2014-2015
En mai 2014, l'US Figure Skating a nommé Amber Glenn récipiendaire du prix global 2014 des athlètes anciens ambassadeurs (3A). En août, elle a remporté le bronze au JGP 2014 en France,.
Elle a terminé sixième lors de sa deuxième affectation au JGP en Estonie et treizième au niveau senior aux Championnats américains 2015.

### Saison 2015-2016
Amber Glenn a commencé l'entraînement de la saison 2015-2016 à McKinney au Texas, sous la direction d'Ann Brumbaugh et Ben Shroats. Après s'être classée cinquième au JGP 2015 en Lettonie et sixième au niveau senior à la Classique d'automne 2015 de Patinage Canada à la mi-octobre, elle a décidé de faire une pause pour « réévaluer ». Elle a repris l'entraînement en février 2016 après avoir rejoint Peter Cain et Darlene Cain à Euless au Texas.

### Saison 2016-2017
Amber Glenn s'est classée cinquième au Trophée CS Nebelhorn 2016, quatrième au CS Golden Spin de Zagreb 2016 et huitième aux Championnats américains 2017. Elle a été sélectionnée pour participer aux Championnats du monde juniors 2017, mais s'est retirée début mars.

### Saison 2017-2018
Amber Glenn a terminé huitième au Trophée CS Lombardia 2017. Elle a été invitée à participer à son premier Grand Prix, la Coupe de Chine 2017, après le retrait de Gracie Gold. Elle s'est classée dixième en Chine et a terminé la saison avec une deuxième huitième place consécutive aux Championnats américains 2018.

### Saison 2018-2019
Amber Glenn a terminé sixième au Trophée CS Lombardia 2018 et septième aux Championnats américains 2019.

### Saison 2019-2020
Participant à nouveau à la série Challenger au début de la saison 2019-2020, Amber Glenn a remporté la médaille de bronze au CS US Classic 2019. C'était sa première médaille internationale senior. Affectée à deux épreuves de Grand Prix, elle s'est classée septième au Skate America 2019 et sixième à la Coupe de Chine 2019.
Elle a terminé quatrième du programme court aux Championnats américains 2020 avec un patinage impeccable et, remarquant son récent coming out, a déclaré que cela « m'a enlevé un poids des épaules. C'était très effrayant de ne plus avoir à prétendre que j'étais quelqu'un que je ne suis plus ». Elle a chuté à la cinquième place après le patinage libre et a déclaré qu'une préparation mentale supplémentaire était nécessaire. Elle a terminé neuvième aux Championnats des Quatre Continents 2020, sa première mission de championnat senior de l'ISU.

### Saison 2020-2021
La pandémie de coronavirus a provoqué une interruption de plusieurs mois de l'entraînement, après quoi Amber Glenn a commencé à travailler sur la maîtrise du triple Axel, qu'elle essayait « pour le plaisir » périodiquement depuis neuf ans à ce stade. Elle a raté une première compétition virtuelle en raison d'une fracture de son os orbitaire après s'être évanouie pendant la cryothérapie, mais a ensuite tenté le triple Axel pour la première fois en compétition lors d'un événement national virtuel ultérieur, en le singularisant.
La pandémie limitant les voyages internationaux, l'ISU a choisi d'effectuer les missions du Grand Prix en fonction principalement du lieu d'entraînement. Amber Glenn a été chargée de participer au Skate America 2020. Elle s'est classée cinquième dans le programme court Skate America après avoir dû exécuter un virage entre sa combinaison triple-triple saut. Elle a terminé sixième au programme libre, restant cinquième au classement général.
Amber Glenn a tenté son triple Axel dans le programme court des Championnats américains 2021, mais ne l'a pas réussi. Ses excellentes performances lui ont valu son meilleur classement jamais réalisé à l'événement et sa première médaille nationale senior, une médaille d'argent. Elle a exprimé qu'elle était « heureuse de pouvoir enfin présenter une performance dont [elle est] fière ». Amber Glenn a révélé qu'elle souffrait d'une infection au pied qui s'était propagée jusqu'au genou et qu'elle avait commencé une cure d'antibiotiques le jour du patinage libre.
Malgré sa médaille d'argent, le patinage artistique américain a choisi de nommer la médaillée de bronze Karen Chen, qui avait terminé à 0,35 point d'Amber Glenn, aux côtés du champion Bradie Tennell dans l'équipe des Championnats du monde 2021. C'était la première fois depuis 2008, lorsque Katrina Hacker avait été écartée au profit de Kimmie Meissner, que l'équipe féminine sélectionnée au cours d'une année non olympique ne suivait pas les placements nationaux (pour les patineurs éligibles en fonction de l'âge). Amber Glenn a plutôt été nommée première suppléante. Elle avait déjà déclaré, interrogée sur les perspectives de l'équipe mondiale, « Le patinage artistique américain devrait partir avec une équipe dont ils savent qu'elle ira récupérer ces trois places. Que cela m'inclue ou non, je suis de toute façon tout à fait d'accord avec ça ».

### Saison 2021-2022
Amber Glenn s'est retirée de l'événement Cranberry Cup du Skating Club of Boston, puis a fait ses débuts en compétition au Trophée CS Finlandia 2021, où elle s'est classée dixième.
Au début du Grand Prix de Skate America 2021, Amber Glenn n'a pas tenté un triple Axel en compétition après des difficultés lors des séances d'entraînement. Septième dans les deux segments de la compétition, elle s'est classée sixième au classement général avec un score de 201,02, dépassant pour la première fois les 200 points au niveau international. S'exprimant par la suite, elle a déclaré : « Dépasser cet objectif de points au niveau international pour la première fois, cela me donne vraiment l'impression d'être là-haut, et ce n'est pas seulement : "Oh, elle a terminé deuxième aux Championnats nationaux ; elle a fait ça dans son propre pays". Je sais que je peux me défendre au niveau international, et ce n'est qu'un avant-goût de cela ». Elle a terminé septième au Trophée NHK 2021.
Amber Glenn a conclu la saison d'automne au CS Golden Spin 2021 de Zagreb, où elle a remporté la médaille d'argent. En tentant de se qualifier pour l'équipe olympique américaine aux Championnats américains 2022 en janvier, elle a connu des difficultés dans le programme court et a terminé quatorzième dans ce segment. Elle a ensuite été testée positive au COVID-19 et s'est retirée avant le patinage libre. Elle a été nommée remplaçante de l'équipe olympique. Amber Glenn dira plus tard que même si elle n'avait pas supposé qu'aller aux Jeux olympiques était possible pendant la majeure partie de sa carrière en raison des attentes suscitées après les championnats nationaux précédents, « J'ai eu l'impression qu'on attendait de moi que j'y parvienne, ce qui a rendu tout cela difficile, plus dévastateur. C'était dur ».

### Saison 2022-2023
Avant de commencer la saison, Amber Glenn a déménagé à Colorado Springs (Colorado) pour s'entraîner sous la direction de Damon Allen, Tammy Gambill et Viktor Pfeifer. Elle a déclaré que son départ du Cains était amical, estimant que « j'avais besoin de grandir, pas seulement en tant que patineuse, mais en tant qu'être humain. J'ai vécu dans la même ville, au même endroit, toute ma vie ».
Amber Glenn a commencé sa saison avec une médaille de bronze à l'épreuve Cranberry Cup du Skating Club of Boston avant de terminer quatrième au Trophée CS Lombardia 2022. Lors du Grand Prix de Skate America 2022, elle a réalisé un record personnel dans son programme court de 68,42, se classant troisième dans ce segment, puis troisième dans le patinage libre également pour remporter la médaille de bronze. Il s'agissait de sa première médaille en Grand Prix de patinage artistique. À propos de sa performance en patinage libre, elle a déclaré par la suite que « sachant que je ne me sentais pas à 100 % lorsque je patinais et combien je pouvais m'améliorer, les possibilités sont infinies. Je commence enfin à atteindre mon potentiel ». Pour le Trophée NHK 2022, elle a juré qu'elle « ne jouait pas aussi prudemment » que lors de son premier événement, « Je vais juste vraiment essayer de tout faire ». Le programme court à Sapporo a été difficile, mettant la main sur sa combinaison de sauts, puis sous-rotant et tombant sur sa triple boucle finale. Elle a terminé onzième sur douze patineurs dans ce segment. Amber Glenn a exprimé sa déception en disant : « C'est tellement décourageant d'avoir un patinage comme celui-là après avoir travaillé si dur ». Elle s'est classée huitième au patinage libre mais est restée onzième au classement général.
Amber Glenn a décrit des « émotions mitigées » à l'approche des Championnats américains 2023 après sa déception l'année précédente. Dans le programme court, elle a commis une erreur lors de son saut en triple boucle, mais s'est quand même classée quatrième du segment. Dans le patinage libre, elle est sortie de sa première tentative de triple Axel, mais a réussi six autres triples sans faute, malgré le double d'un triple prévu et le simple d'un double Axel prévu. Elle a terminé troisième dans ce segment et a remporté la médaille de bronze. Amber Glenn a dit qu'elle était satisfaite de sa performance et qu'elle avait apprécié l'expérience des championnats nationaux et le soutien de la foule.
Affecté aux Championnats des Quatre Continents 2023, Amber Glenn s'est classée quatrième dans le programme court, à 1,76 point derrière la troisième Kim Chae-yeon de Corée du Sud. Sa seule erreur dans la performance a été de poser la main sur sa triple boucle en solo. Amber Glenn a déclaré qu'elle « ne se sentait pas aussi énergique » qu'elle l'aurait souhaité. Continuant à se sentir malade, elle a commis deux erreurs de saut en patinage libre et a chuté à la septième place du classement général, mais a déclaré qu'elle était heureuse d'être restée dans une « condition mentale acceptable » compte tenu des difficultés.
Amber Glenn a ensuite concouru aux championnats du monde 2023 à Saitama, où elle a terminé douzième malgré une sous-rotation de sa tentative de triple Axel en patinage libre. Elle a déclaré par la suite que « le patinage libre n'était pas ce que je voulais ni ce que je m'entraînais, mais je sens que mentalement j'ai tenu le coup ». Amber Glenn a ensuite rejoint l'équipe américaine pour le Trophée mondial par équipe 2023 à Tokyo, terminant sixième dans ses deux segments de la compétition. L'équipe américaine a remporté la médaille d'or.

### Saison 2023-2024
Pour le programme court de la nouvelle saison, la chorégraphe Kaitlyn Weaver a proposé à Amber Glenn la chanson Heads Will Roll des Yeah Yeah Yeahs, qu'elle ne trouvait pas appropriée pour elle initialement, mais qu'elle a ensuite acceptée. Le chorégraphe vogueing de Weaver l'a également séduit. Après une collision sur la glace avec une autre patineuse à l'entraînement qui a retardé son entraînement de trois semaines, elle a raté la série Challenger et d'autres premières compétitions.
Amber Glenn a été chargée de lancer le Grand Prix à Skate America, ce qui avait une importance particulière pour elle car celui-ci se disputait dans le complexe métropolitain de Dallas-Fort Worth à Allen, à quelques kilomètres seulement de sa ville natale de Plano. Elle a déclaré que c'était « très bizarre » de commencer la saison aussi tard, mais s'est bien comportée dans le programme court, se classant deuxième du segment avec un nouveau record personnel de 71,45. En patinage libre, elle a réalisé sa quatorzième tentative de triple Axel en compétition, réussissant proprement pour la première fois. Elle était la quatrième Américaine à réaliser cet exploit dans une compétition internationale. Cependant, elle a connu des difficultés dans la seconde moitié du programme, tombant à deux reprises et tombant à la cinquième place du classement général. Amber Glenn a déclaré par la suite que c'était « incroyable » de décrocher le triple Axel, mais qu'après « ma propre énergie d'excitation m'a tuée. J'ai perdu ma concentration ». Amber Glenn a eu un programme court « désastreux » au Grand Prix d'Espoo 2023, terminant onzième sur douze patineurs après avoir effectué un double flip invalide au lieu d'un triple et n'ayant réussi qu'un double boucle piqué comme deuxième partie de son programme court. combinaison de sauts improvisés. Elle a rebondi lors du programme libre avec un nouveau record personnel de 133,78, après que sa seule erreur ait été de réaliser son triple Axel prévu. Elle est arrivée deuxième dans ce segment et a remporté la médaille de bronze, sa deuxième au Grand Prix. Amber Glenn a affirmé qu'elle était « très surprise » du résultat, mais a déclaré qu'elle était maintenant « excitée par la suite de la saison ».
Aux Championnats américains de patinage artistique 2024, Amber Glenn s'est classée à la seconde place dans le programme court et dans le programme libre. Avec un score composite de 210,46, elle est devenue la championne nationale senior féminine des États-Unis et a remporté son premier titre national devant Isabeau Levito la championne en titre et Josephine Lee,,,. Cela a fait d'elle la première championne américaine connue pour s'identifier comme queer. Elle a déclaré : « Cela a été un long voyage pour arriver à ce titre ».

## Programmes
| Saison    | Programme court | Programme libre                                                                             | Exhibitions                                                                                |
| --------- | --- | ------------------------------------------------------------------------------------------- | ------------------------------------------------------------------------------------------ |
| 2023-2024 | Heads Will Roll de Yeah Yeah Yeahs par Elephant Music chorégraphie par Kaitlyn Weaver, Randi Strong                                                               | Exogenesis: Symphony Part 3 par Muse chorégraphie par Katherine Hill                        | Bad Guy par Billie Eilish Vampire par Olivia Rodrigo                                       |
| 2022-2023 | Hit the Road Jack par 2WEI chorégraphie par Katherine Hill | Without You par Ursine Vulpine et Annaca chorégraphie par Misha Ge                          | Bad Guy par Billie Eilish                                                                  |
| 2021-2022 | Scars par Madilyn Bailey chorégraphie par Cordero Zuckerman, Amber Glenn Circles (Experience) par Ludovico Einaudi par Greta Svabo Bech chorégraphie par Misha Ge | Rain, in Your Black Eyes par Ezio Bosso arrangements par Misha Ge chorégraphie par Misha Ge | Bad Guy par Billie Eilish Body Love Part 1 par Mary Lambert                                |
| 2020-2021 | Scars par Madilyn Bailey chorégraphie par Cordero Zuckerman, Amber Glenn                                                                                          | Rain, in Your Black Eyes par Ezio Bosso arrangements Misha Ge chorégraphie par Misha Ge     |                                                                                            |
| 2019-2020 | Scars par Madilyn Bailey chorégraphie par Cordero Zuckerman | Gravity par Sara Bareilles chorégraphie par Cordero Zuckerman                               | Whole Lotta Woman par Kelly Clarkson                                                       |
| 2018-2019 | Gravity par Sara Bareilles chorégraphie par Daniil Barantsev | Bang Bang (My Baby Shot Me Down) par Lady Gaga chorégraphie par Daniil Barantsev            |                                                                                            |
| 2017-2018 | Fever (Heat version) par Beyoncé chorégraphie par Scott Brown | The Red Violin par John Corigliano chorégraphie par Scott Brown                             |                                                                                            |
| 2016-2017 | Send In the Clowns par Susan Boyle chorégraphie par Scott Brown                                                                                                   | Rhapsody in Blue de George Gershwin chorégraphie par Darlene Cain                           |                                                                                            |
| 2015-2016 | Feeling Good par Nina Simone chorégraphie par Julia Golovina | Les Misérables de Claude-Michel Schönberg chorégraphie par Julia Golovina                   |                                                                                            |
| 2014-2015 | Summertime par Giovanni chorégraphie par Nick Traxler | El Conquistador par Maxime Rodriguez Aranjuez par Roni Benise chorégraphie par Rohene Ward  |                                                                                            |
| 2013-2014 | Summertime par Giovanni chorégraphie par Nick Traxler | Who Wants to Live Forever de Brian May par David Garrett chorégraphie par Nick Traxler      | Let It Go (La Reine des neiges) de Kristen Anderson-Lopez et Robert Lopez par Idina Menzel |
| 2012-2013 | El Conquistador par Maxime Rodriguez chorégraphie par Walter Afalla                                                                                               | Slumdog Millionaire par A. R. Rahman chorégraphie par Walter Afalla                         |                                                                                            |
| 2011-2012 | El Tango de Roxanne (version du film Moulin Rouge!) de Sting, Mariano Mores                                                                                       | Black Swan de Pyotr I. Tchaikovsky, Clint Mansell                                           |                                                                                            |

## Résultats détaillés
| Saison 2023-2024     |                                        |          |           |              |
| Date                 | Événement                              | SP*      | FS**      | Total        |
| 22-28 janvier 2024   | 2024 U.S. Championships                | 2 74.98  | 2 135.48  | 1 210.46     |
| 6-9 décembre 2023    | 2023 CS Golden Spin of Zagreb          | 2 63.09  | 2 114.42  | 2 177.51     |
| 17-19 novembre 2023  | 2023 Grand Prix of Espoo               | 11 51.61 | 2 133.78  | 3 185.39     |
| 20-22 octobre 2023   | 2023 Skate America                     | 2 71.45  | 5 118.18  | 5 189.63     |
| Saison 2022-2023     |                                        |          |           |              |
| Date                 | Événement                              | SP*      | FS**      | Total        |
| 13-16 avril 2023     | 2023 World Team Trophy                 | 6 66.55  | 6 128.46  | 1T/6P 195.01 |
| 20-26 mars 2023      | 2023 World Championships               | 10 65.52 | 14 122.81 | 12 188.33    |
| 7-12 février 2023    | 2023 Four Continents Championships     | 4 69.63  | 8 122.87  | 7 192.50     |
| 26-28 janvier 2023   | 2023 U.S. Championships                | 4 68.96  | 3 138.48  | 3 207.44     |
| 18-20 novembre 2022  | 2022 NHK Trophy                        | 11 52.04 | 8 117.32  | 11 169.36    |
| 21-23 octobre 2022   | 2022 Skate America                     | 3 68.42  | 3 129.19  | 3 197.61     |
| 16-18 septembre 2022 | 2022 CS Lombardia Trophy               | 8 55.99  | 4 121.02  | 4 177.01     |
| 9-14 août 2022       | 2022 Cranberry Cup International       | 11 45.99 | 1 120.74  | 3 166.73     |
| Saison 2021-2022     |                                        |          |           |              |
| Date                 | Événement                              | SP*      | FS**      | Total        |
| 3-9 janvier 2022     | 2022 U.S. Championships                | 14 54.80 | WD        | WD           |
| 7-11 décembre 2021   | 2021 CS Golden Spin of Zagreb          | 2 64.45  | 2 118.91  | 2 183.36     |
| 12-14 novembre 2021  | 2021 NHK Trophy                        | 6 63.43  | 8 112.40  | 7 175.83     |
| 22-24 octobre 2021   | 2021 Skate America                     | 7 67.57  | 7 133.45  | 6 201.02     |
| 7-10 octobre 2021    | 2021 CS Finlandia Trophy               | 10 60.76 | 10 122.70 | 10 183.46    |
| Saison 2020-2021     |                                        |          |           |              |
| Date                 | Événement                              | SP*      | FS**      | Total        |
| 11-21 janvier 2021   | 2021 U.S. Championships                | 5 70.83  | 2 144.50  | 2 215.33     |
| 23-24 octobre 2020   | 2020 Skate America                     | 5 67.85  | 6 122.24  | 5 190.09     |
| Saison 2019-2020     |                                        |          |           |              |
| Date                 | Événement                              | SP*      | FS**      | Total        |
| 4-9 février 2020     | 2020 Four Continents Championships     | 9 65.39  | 9 125.44  | 7 190.83     |
| 20-26 janvier 2020   | 2020 U.S. Championships                | 4 73.16  | 9 113.42  | 5 186.57     |
| 8-10 novembre 2019   | 2019 Cup of China                      | 3 67.69  | 6 110.66  | 6 178.35     |
| 18-20 octobre 2019   | 2019 Skate America                     | 7 64.71  | 9 104.92  | 7 169.63     |
| 17-22 octobre 2019   | 2019 CS U.S. International Classic     | 2 66.09  | 3 120.19  | 3 186.28     |
| Saison 2018-2019     |                                        |          |           |              |
| Date                 | Événement                              | SP*      | FS**      | Total        |
| 21-24 février 2019   | 2019 Challenge Cup                     | 1        | 5         | 4 180.91     |
| 19-27 janvier 2019   | 2019 U.S. Championships                | 4 69.86  | 8 110.87  | 7 180.73     |
| 13-16 septembre 2018 | 2018 CS Lombardia Trophy               | 4 58.57  | 5 107.68  | 6 166.25     |
| ?-? août 2018        | 2018 Philadelphia Summer International | 2 54.53  | 8 68.25   | 5 122.78     |
| Saison 2017-2018     |                                        |          |           |              |
| Date                 | Événement                              | SP*      | FS**      | Total        |
| 1-9 janvier 2018     | 2018 U.S. Championships                | 9 61.62  | 9 106.44  | 8 168.06     |
| 3-5 novembre 2017    | 2017 Cup of China                      | 10 52.61 | 10 98.53  | 10 151.14    |
| 14-17 septembre 2017 | 2017 CS Lombardia Trophy               | 8 57.44  | 11 92.52  | 8 149.96     |
| ?-? août 2017        | 2018 Philadelphia Summer International | 7 55.40  | 95.46     | 5 150.86     |
| Saison 2016-2017     |                                        |          |           |              |
| Date                 | Événement                              | SP*      | FS**      | Total        |
| 14-22 janvier 2017   | 2017 U.S. Championships                | 12 56.34 | 8 116.29  | 8 172.63     |
| 7-10 décembre 2016   | 2016 CS Golden Spin of Zagreb          | 2 67.93  | 4 115.67  | 4 183.60     |
| 22-24 septembre 2016 | 2016 CS Nebelhorn Trophy               | 4 55.92  | 6 101.76  | 5 157.68     |

| Saison 2015-2016     |                                         |        |         |          |           |
| Date                 | Événement                               | Niveau | PS*     | FS**     | Total     |
| 12-15 octobre 2015   | Classique internationale d'automne 2015 | Senior | 6 52.08 | 7 70.20  | 6 122.28  |
| 26-29 août 2015      | JGP Lettonie 2015                       | Junior | 6 53.21 | 4 106,75 | 5 159,96  |
| Saison 2014-2015     |                                         |        |         |          |           |
| Date                 | Événement                               | Niveau | PS*     | FS**     | Total     |
| 18-25 janvier 2015   | Championnats américains 2015            | Senior | 7 63.04 | 15 96.37 | 13 159.41 |
| 25-27 septembre 2014 | JGP Estonie 2014                        | Junior | 5 49.66 | 6 93.17  | 6 142,83  |
| 21-23 août 2014      | JGP France 2014                         | Junior | 3 54.71 | 4 93.32  | 3 148.03  |
| Saison 2013-2014     |                                         |        |         |          |           |
| Date                 | Événement                               | Niveau | PS*     | FS**     | Total     |
| 10-16 mars 2014      | Championnats du monde juniors 2014      | Junior | 5 56,58 | 8 102,30 | 7 158,88  |
| 5-12 janvier 2014    | Championnats juniors américains 2014    | Junior | 1 63,99 | 1 122,51 | 1 186,52  |
| 3-5 octobre 2013     | 2013 JGP République tchèque             | Junior | 4 56,84 | 3 107.34 | 3 164.18  |

* SP = Programme court

** FS = Programme libre